# Mouvement d'éducation et de défense des actionnaires
Le Mouvement d’éducation et de défense des actionnaires (MÉDAC) est un mouvement québécois fondé le 7 décembre 1995 par l’ancien député et journaliste Yves Michaud. En 2009, il compte environ 2 000 membres.

## Historique
Le 7 décembre 1995, Yves Michaud fonde l’Association de protection des épargnants et investisseurs du Québec (APÉIQ) « dans le souci d’offrir aux petits actionnaires tout à la fois une possibilité de se faire entendre et un espace d’échange, d’information et de défense de leur cause ».

## Publications
Le MÉDAC édite La Lettre du MÉDAC, une publication bisannuelle qu’il distribue à ses membres. Il publie également une revue de presse hebdomadaire intitulée Le MÉDAC Express aux membres du MÉDAC qui s'y abonnent.